# فیلیپ دوبورو
فیلیپ دوبورو (فرانسوی: Philippe Debureau‎؛ زادهٔ ۲۵ آوریل ۱۹۶۰) بازیکن هندبال اهل فرانسه بود.